# Леонтије
Леонтије (грч: Λεόντιος, умро 705. године) био је византијски цар од 695. до 698. године пошто је свргао свог претходника Јустинијана II. Најзначајнији догађај његове кратке владавине био је губитак византијске северне Африке коју су 697. заузели муслимански Арабљани. У страху од цареве одмазде византијска флота је извикала за цара свог заповедника Апсимара и затим свргла Леонтија који је потом затворен у манастир. Живот је изгубио када је осветољубиви Јустинијан II повратио престо 705. године.

## Војничка каријера
Цариградски патријарх Нићифор I (806—815) је у својој Краткој историји записао како је Леонтијева породица била пореклом из Исаврије, планинске области у Малој Азији. Неколико представника породице будућег цара носило је достојанство патрикија. Већ на почетку своје владе, Јустинијан је, по Теофану, хроничару из 9. века, послао 686. Леонтија у Јерменију где је овај наводно истребио Сарацене. Већ у то време Леонтије је носио титулу патрикија и био је стратег (врховни заповедник) теме Анатоликон. Иако је ова византијска акција требало да помогне хришћанским Јерменима у борби против њихових муслиманских господара, јерменски извори су забележили темељно пустошење које је проузроковао стратег Леонтије. Византинци су заробили 8.000 породица и затим их натерали да плате откупнину при чему је Леонтије лавовски део плена послао у Цариград. Пошто су сами Јермени одбили арабљански противнапад, халиф Абд ал-Малик је пристао на склапање мира на десет година који је подразумевао да Омејадски халифат и Византијско царство убудуће деле приходе прикупљене у Јерменији, Иберији (данашња Грузија) и на острву Кипру. Изгледа да је Леонтијев поход, којим је византијска војска избила чак на Каспијско море, омогућила окупацију бар једног дела Јерменије. Византија је тако наметнула свог кандидата Нарзеса Камсаракана за владара Јерменије и све до 693. је обезбеђивала своју превласт у региону присуством бројне војске од наводно 30.000 људи. Када је Јустинијан, у циљу своје политике унутрашње колонизације, преселио добар део становника Кипра у околину Кизика на обали Мраморног мора, халиф је протестовао због кршења мировног уговора и непријатељства су убрзо обновљена. Цар је лично повео византијску војску у нови рат, али су Византинци овога пута доживели тежак пораз код Севастопоља у Кападокији и морали су се повући из Јерменије.

## Преврат
Изгледа да је Јустинијанова све аутократскија влада наишла на противљење међу аристократијом, док су житељи Цариграда гледали са непријатељством на водеће припаднике администрације. Поред тога, изгледа да је цар након пораза код Севастопоља послао у тамницу неколицину својих војсковођа, између осталих и Леонтија. У тамници, у којој је боравио наводно три године. Леонтија су посећивала два монаха која су га храбрила пророчанством да ће једнога дана постати цар. У време када је цар припремао смакнуће виђенијих припадника деме Плавих, Леонтијева срећа је доживела нагли преокрет — Јустинијан је одлучио да га ослободи и постави за стратега теме Хелада. У току ноћи пред одлазак на нову дужност, Леонтија су посетили његови пријатељи калуђери и пренели му да је право време за испуњење пророчанства. Војсковођа је потом у току ноћи окупио војнике из своје нове пратње, ослободио затворенике из тамница и све заједно их повео у саборну цркву Пресвете Мудрости где им се придружио и патријарх Калиник I (694—705). У зору се светина, у којој су вероватно доминирали Плави, окупила на Хиподрому и извикала Леонтија за новог цара. По мишљењу данашњих историчара, Јустинијана су издали и дворјани и гардисти и он је предат новоизабраном цару. И поред скандирања на Хиподрому којима је захтевана Јустинијанова смрт, Леонтије је, због успомене на Константина IV поштедео његовог сина. Јустинијану је одсечен нос и располућен језик и затим је послат у прогонство у кримски град Херсон.

## Владавина
Леонтијева владавина нам, захваљујући обскурности извора, није добро позната. Док га византијски извори упорно називају првобитним именом, латински га познају под владарским именом Лав (лат. Leo). У византологији је вођена дуга расправа око разлога ове двозначности извора која је окончана тек проналаском ретких новчића из времена Леонтијеве владавине на којима је потврђена веродостојност латинских извора. Ипак, иако је владао као Лав, Леонтије је у модерној историографији остао упамћен под својим првим именом.
Услед промене на престолу, царство је сада било у дефанзиви према халифату. Муслимани су опљачкали околину Мелитене о одвели бројно робље, док је византијска војска у походу на сиријску метрополу Антиохију поражена. Као последица свега тога, византијски утицај на истоку је опао и грузијски владар је пришао муслиманима и протерао Византинце из своје земље.
Са успехом на истоку, халиф је сада могао да одвоји довољно војске за поход на стару мету арабљанских похода — византијску Африку. Омејадски намесник Ифрикије (Африке) Хасан ибн Нуман је 697. из Барке на обали данашње Либије (антички Пентапољ) кренуо на Картагински егзархат са војском од чак 40.000 ратника. Са друге стране, по данашњим проценама, византијски егзарх је могао имати највише 10.000—15.000 војника не рачунајући одреде локалних берберских савезника. По арабљанској традицији, неименовани егзарх је наметнуо Хасану борбу у близини картагинских бедема али је изгубио битку након чега су муслимани заузели Картагину и побили велики број њених становника. Ипак, пре ће бити да је град приморан на предају опсадом. Након тога Хасан је кренуо да редом заузима преостале византијске испоставе док је у Картагини оставио малобројни гарнизон. Када су вести о паду Африке стигли у Цариград, Леонтије је опремио флоту са циљем да поново заузме Картагину. Команда је поверена способном Јовану Патрикију који је пре краја 697. заузео и Картагину и неколико околних тврђава. У међувремену, Хасан ибн Нуман је потучен у борбама са Берберима и морао се повући у Барку. Одатле је упутио позив за помоћ и наредне 698. халиф му је послао и довољно појачања и моћну флоту. Пошто се показало да је отпор узалудан, Јован Патрикије је напустио Картагину и повукао се на Крит. Овога пута Хасан је за сваки случај порушио картагинске зидине. Византинцима су сада у Африци преостали свега неколико градова на западу укључујући Сеуту.

## Пад
На Криту Јован је чекао на нова појачања и инструкције из Цариграда. Његови подређени официри пак плашили су се цареве реакције и зато су сковали заверу. Јован је убијен у покушају да им се супротстави и флота је потом изабрала за цара Јовановог заменика Апсимара као Тиберија III. У то време у Сирији се раширила епидемија бубонске куге која се појавила и у Цариграду где је током четири месеца однела бројне жртве. Пред надолазећом флотом и и поред епидемије, Леонтије је бранио престоницу и свој престо неколико месеци. Најзад, Апсимар је поткупио гардисте који су чували градску капију код кварта Влахерна на северу града и тим путем је упао у Константинов град. Леонтије је ухапшен и кажњен одсецањем носа али му је живот поштеђен. Нови владар га је конфинирао у тзв. Далмацијев манастир.
Нови преврат у Цариграду пробудио је владарске амбиције у протераном и осакаћеном Јустинијану II. После серије авантура Ираклијев потомак се докопао Цариграда и уз помоћ бугарског кана Тервела и малобројних присталица поново преузео престо у лето 705. године. По повратку Јустинијан, сада познат под надимком Ринотмет (Безноси) је кренуо да спроводи сурову освету према својим старим непријатељима. Леонтије је ухваћен у манастиру у коме је боравио већ неколико година и најпосле је, заједно са свргнутим Тиберијем Апсимаром, водан у ланцима престоничким улицама. На крају, два бивша цара су доводена на Хиподром где су морали да клече како би послужили Јустинијану као сточићи за ноге. После серије понижења, Леонтије и Тиберије су одведени на губилиште звано Кинегион, у ствари стари римски амфитеатар из времена Септимија Севера. Ту су им одрубљене главе и њихова тела су бачена у море. Касније су извучена из мора и сахрањена у манастиру на острву Проте у Мраморном мору.